# 大户濑站

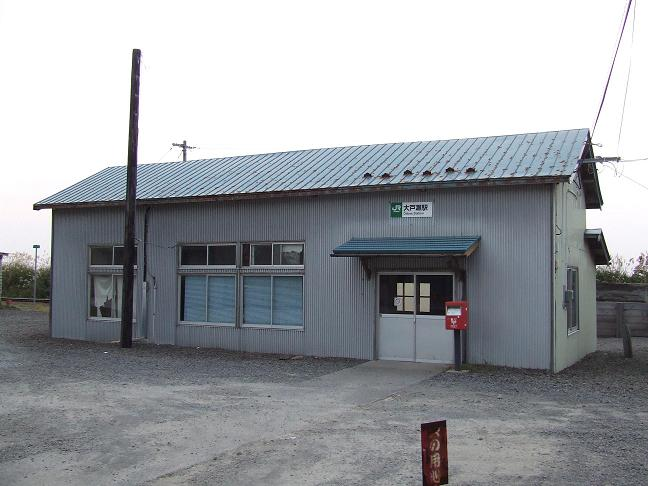
舊站房（2009年9月）

大戶濑站（日语：／ Ōdose eki */?）位于青森县西津轻郡深浦町大字田野泽字汐千滨，是东日本旅客铁道（JR東日本）管辖的五能线上的鐵路車站。

## 历史
- 1933年11月5日：车站投入运营[2][1]。
- 1971年10月1日：车站无人化。
- 1987年4月1日：国铁分割民营化后成为JR东日本车站。
- 2010年4月1日：管理站由深浦站变为五所川原站。
- 2010年11月：新站房投入使用。

## 车站结构
本站為侧式站台1台1线的地上车站。原侧式站台2台2线车站，现废弃站台已埋没与杂草中。本站也是由五所川原站管理的無人車站。
东北新干线的新青森站开业时，曾对本站老旧站房进行重建。新建站房为木制平房，约9.9平米，以渔民小屋为主题。站房墙壁上画有银杏叶图案并标注北金泽“日本最好的银杏”。

## 相邻车站
東日本旅客铁道
■五能线
□快速
通过
■普通
风合濑－大户濑－千叠敷